# Freddy Fernández
José Freddy Fernández Beita (ur. 25 lutego 1974 w Pérez Zeledón) – kostarykański piłkarz występujący na pozycji obrońcy.

## Kariera klubowa
W trakcie kariery Fernández reprezentował barwy zespołów Municipal Pérez Zeledón, Municipal Liberia oraz Santos de Guápiles. Karierę zakończył w 2010 roku.

## Kariera reprezentacyjna
W reprezentacji Kostaryki Fernández zadebiutował w 2007 roku. W tym samym roku został powołany do kadry na Złoty Puchar CONCACAF, zakończony przez Kostarykę na ćwierćfinale. Nie wystąpił jednak na nim ani razu.
W 2009 roku ponownie znalazł się w drużynie na Złoty Puchar CONCACAF. Zagrał na nim w meczach z Salwadorem (1:2), Jamajką (1:0), Kanadą (2:2), Gwadelupą (5:1) oraz Meksykiem (1:1, 3:5 w rzutach karnych). Z tamtego turnieju Kostaryka odpadła w półfinale.
W latach 2007–2009 w drużynie narodowej Fernández rozegrał łącznie 25 spotkań i zdobył 1 bramkę.